# مالیک پاچکو
مالیک پاچکو (انگلیسی: Maleike Pacheco؛ زادهٔ ۲۰ اکتبر ۱۹۹۳) بازیکن فوتبال اهل ونزوئلا است.
از باشگاه‌هایی که در آن بازی کرده‌است می‌توان به باشگاه ورزشی بارسلونا اشاره کرد.
وی همچنین در تیم‌های ملی فوتبال Venezuela women's national football team بازی کرده‌است.